# Miss Suécia
Miss Suécia é um concurso de beleza feminino realizado anualmente na Suécia desde 1949. A vencedora representa o país no concurso Miss Universo. 
A Suécia já conseguiu três coroas do certame, em 1955 com Hillevi Rombin, em 1966 com Margareta Arvidsson e em 1984 com Yvonne Ryding. O país só não participou das edições de 2005 e 2008 do Miss Universo, por razões desconhecidas. Atualmente é comandado por Joakim Granberg. 
Através das décadas, o concurso tem revelado várias estrelas de cinema e modelos internacionais, como Anita Ekberg, Lena Olin, Kristina Wayborn e Victoria Silvstedt.
Desde 2003, as regras do Miss Suécia estipulam as seguintes condições para as candidatas:
- Cidadania sueca
- Idade entre 18 e 25 anos, completados até 1 de fevereiro do ano vigente.
- Obrigatoriedade de participar do Miss Suécia para poder representar o país em concursos internacionais como o Miss Universo e o Miss Mundo. A vencedora representa o país no primeiro e a segunda colocada no segundo.
- As candidatas não podem ser casadas, divorciadas ou ter filhos.
- É proibido fumar desde o primeiro dia do concurso.

As quatro primeiras regras seguem normas internacionais, a última é uma iniciativa exclusiva do concurso.

## Vencedoras

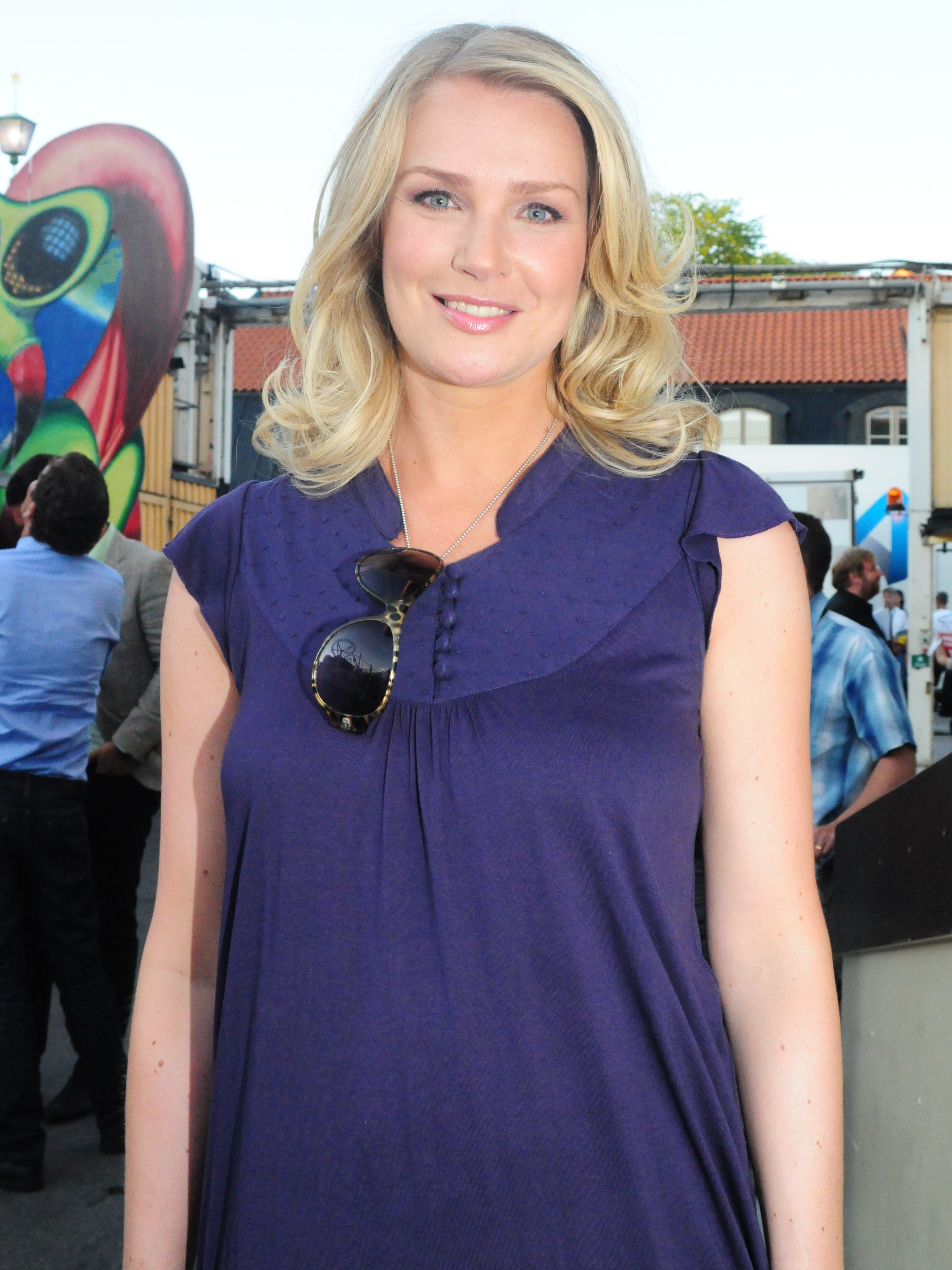
Annika Duckmark, Miss Suécia de 1996, durante a cerimônia televisiva em 2009

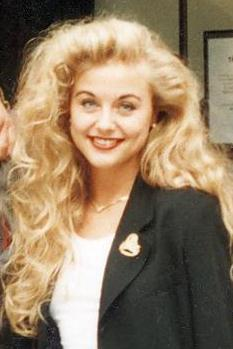
Johanna Lind, Miss Suécia de 1993

| Ano  | Vencedora             | Iän                  | Colocação              |
| 1952 | Anne Thistler         | Sudermânia           | Semifinalista (Top 10) |
| 1953 | Ulla Sandkler         | Gotalândia Ocidental |                        |
| 1954 | Ragnild Olausson      | Gotalândia Ocidental | 5º. Lugar              |
| 1955 | Hillevi Rombin        | Gävleborg            | MISS UNIVERSE 1955     |
| 1956 | Ingrid Goude          | Gävleborg            | 3º. Lugar              |
| 1957 | Ingrid Jonsson        | Gotalândia Ocidental | Semifinalista (Top 15) |
| 1958 | Birgitta Gårdman      | Sudermânia           | Semifinalista (Top 15) |
| 1959 | Louise Ekström        | Vestmânia            | Semifinalista (Top 15) |
| 1960 | Birgitta Öfling       | Upsália              |                        |
| 1961 | Gunilla Knutsson      | Escânia              | Semifinalista (Top 15) |
| 1962 | Monica Rågby          | Gotalândia Ocidental |                        |
| 1963 | Kicki Jonsson         | Sudermânia           |                        |
| 1964 | Siv Märta Åqvist      | Gävleborg            | 5º. Lugar              |
| 1965 | Ingrid Norman         | Ionecopinga          | 4º. Lugar              |
| 1966 | Margareta Arvidsson   | Gotalândia Ocidental | MISS UNIVERSE 1966     |
| 1967 | Eva-Lisa Svensson     | Gotalândia Ocidental | Semifinalista (Top 15) |
| 1968 | Anette Hellqvist      |                      | Semifinalista (Top 15) |
| 1969 | Birgitta Lindloff     |                      | Semifinalista (Top 15) |
| 1970 | Britt-Inger Johansson |                      | Semifinalista (Top 15) |
| 1971 | Vivian Öihanen        |                      |                        |
| 1972 | Britt Johansson       |                      |                        |
| 1973 | Monica Sundin         |                      |                        |
| 1974 | Christine Römpke      |                      |                        |
| 1975 | Catharina Sjödahl     |                      | 4º. Lugar              |
| 1976 | Caroline Westerberg   |                      |                        |
| 1977 | Birgitta Lindvall     |                      |                        |
| 1978 | Cecilia Rodhe         |                      | 5º. Lugar              |
| 1979 | Annette Ekström       |                      | 5º. Lugar              |
| 1980 | Eva Andersson         |                      | 5º. Lugar              |
| 1981 | Eva-Lena Lundgren     |                      | 3º. Lugar              |
| 1982 | Anna Kari Bergström   |                      |                        |
| 1983 | Viveka Miriam Jung    |                      |                        |
| 1984 | Yvonne Ryding         | Gotalândia Oriental  | MISS UNIVERSE 1984     |
| 1985 | Carina Marklund       |                      |                        |
| 1986 | Lena Rahmberg         |                      |                        |
| 1987 | Suzanne Thörngren     |                      | Semifinalista (Top 10) |
| 1988 | Annika Davidsson      |                      |                        |
| 1989 | Louise Drevenstam     |                      | 2º. Lugar              |
| 1990 | Linda Isacsson        |                      |                        |
| 1991 | Susanna Gustavsson    |                      |                        |
| 1992 | Monica Brodd          | Upsália              | Semifinalista (Top 10) |
| 1993 | Johanna Lind          | Gotalândia Oriental  |                        |
| 1994 | Dominique Forsberg    | Bótnia Setentrional  | Semifinalista (Top 10) |
| 1995 | Petra Hultgren        | Sudermânia           |                        |
| 1996 | Annika Duckmark       | Gotalândia Ocidental | Semifinalista (Top 10) |
| 1997 | Victoria Lagerström   | Sudermânia           | Semifinalista (Top 10) |
| 1998 | Jessica Olérs         | Dalarna              |                        |
| 1999 | Emma Helena Nilsson   | Jemtlândia           |                        |
| 2000 | Valerie Aflalo        | Escânia              |                        |
| 2001 | Malin Olsson          | Dalarna              |                        |
| 2002 | Malou Hansson         | Upsália              |                        |
| 2003 | Helena Stenbäck       | Bótnia Ocidental     |                        |
| 2004 | Katarina Wigander     | Gotalândia Ocidental |                        |
| 2006 | Josephine Alhanko     | Sudermânia           | Semifinalista (Top 20) |
| 2009 | Renate Cerljen        | Escânia              | Semifinalista (Top 15) |
| 2010 | Michaela Savic        | Escânia              |                        |
| 2011 | Ronnia Fornstedt      | Sudermânia           |                        |
| 2012 | Hanni Beronius        | Gotalândia Ocidental |                        |
| 2013 | Alexandra Friberg     | Sudermânia           |                        |
| 2014 | Camilla Hansson       | Sudermânia           |                        |
| 2015 | Paulina Brodd         | Sudermânia           |                        |
| 2016 | Ida Ovmar             | Bótnia Setentrional  |                        |
| 2017 | Frida Fornander       | Bótnia Setentrional  |                        |
| 2018 | Emma Strandberg       | Bótnia Setentrional  |                        |
| 2019 | Lina Ljungberg        | Gotalândia Ocidental |                        |